# Drepturile omului în Republica Moldova
| Democrații complete 9–10 8–8,9 Democrații defectuoase 7–7,9 6–6,9 | Regimuri hibride 5–5,9 4–4,9 Regimuri autoritare 3–3,9 2–2,9 0–1,9 |

Indicele democrației în 2017
Democrații complete
9–10
8–8,9
Democrații defectuoase
7–7,9
6–6,9
Regimuri hibride
5–5,9
4–4,9
Regimuri autoritare
3–3,9
2–2,9
0–1,9

Drepturile și libertățile fundamentale ale omului sunt destul de des încălcate în Republica Moldova. Cel mai respectate în Republica Moldova sunt drepturile copiilor, ale minorităților religioase și ale femeilor, iar mai puțin ale deținuților, ale persoanelor cu dizabilități și ale minorităților sexuale.
Diverse grupuri sociale se confruntă cu diferite probleme. Persoanele care trăiesc cu HIV se confruntă cu nerespectarea confidențialității în special de către personalul medical, ceea ce lezează dreptul de a nu fi supus discriminării și conduce la stigmatizare, fapt care afectează în special copiii acestora. Comunitatea LGBT este preocupată de atitudinea discriminatorie, de respingere din partea societății, în special a celor apropiați, astfel fiindu-le încălcat dreptul la integritate fizică și psihică. Romii, de asemenea, sunt printre categoriile de persoane a căror drepturi în Republica Moldova sunt frecvent încălcate din motivul persistenței în societate a unor stereotipuri cu conotații negative, care le afectează în viața de zi cu zi. Non-cetățenii reclamă persistența protecționismului și a corupției în prestarea serviciilor, problemele birocratice și de limitare a unor drepturi din cauza nivelului redus de informare a funcționarilor publici și prestatorilor de servicii. De altfel, Republica Moldova este una dintre cele mai corupte țări din lume; în Corruption Perceptions Index, Republica Moldova ocupă locul 122 din 180 de țări evaluate.
Potrivit studiului „Percepții asupra drepturilor omului în Republica Moldova”, drepturile omului sunt încălcate cel mai des de Parlament și Guvern. De asemenea, informarea populației privind politicile în domeniul drepturilor omului este limitată.
În Transnistria, regiune aflată de jure sub administrația Republicii Moldova (de facto este stat separatist nerecunoscut de comunitatea internațională), situația drepturilor omului este mai gravă. Aici, populația se confruntă cu încălcări privind libertățile politice, drepturile la întruniri, dreptul la opinie etc.

## Libertatea presei
Situație bună
     Situație satisfăcătoare
     Probleme vizibile
     Situație dificilă
     Situație foarte gravă
     Neclasificat/Nu există date

Indicele libertății presei în 2021
Situație bună
Situație satisfăcătoare
Probleme vizibile
Situație dificilă
Situație foarte gravă
Neclasificat/Nu există date

Piața media din Republica Moldova este dominată de două mari trusturi, unul fiind deținut de liderul partidului de la guvernare, PDM, și de persoane apropiate acestuia, al doilea aparținând unor persoane apropiate președintelui Igor Dodon. Potrivit raportului „Indicele privind starea presei din Republica Moldova”, celelalte câteva instituții media existente sunt „departe, ca dotare și forțe, de a concura cu aceste trusturi”. Chiar dacă legea a fost modificată în sensul că un singur proprietar de media nu poate deține mai mult de două licențe în sfera audiovizualului, impactul noii norme legale a fost neglijabil.
Concentrarea proprietății mass-mediei și monopolizarea surselor de venit din publicitate sunt principalii factori care determină situația vulnerabilă a presei. Într-un raport elaborat de Freedom House în 2017 se arată că instituțiile media sunt utilizate în mod regulat pentru a promova interesele de afaceri sau politice ale proprietarilor lor. În februarie 2018, formațiunea Afaceri Externe a Consiliului European a atras atenția că „libertatea și pluralismul mass-mediei sunt precondițiile unei societăți democratice”, solicitând autorităților moldovene să înfăptuiască reforme care „să abordeze concentrarea proprietății mass-mediei și să garanteze libertatea și pluralismul presei”.
În clasamentul RSF privind libertatea presei, Republica Moldova ocupă locul 81 dintre cele 180 de țări incluse în top, cu un scor de 30,01.

## Drepturile grupurilor vulnerabile

### Romi
Discriminarea romilor este o problemă sistemică în societatea moldovenească. Organele de drept, poliția în mod special, manifestă o atitudine discriminatorie, ostilitate, comportament abuziv și violență fizică și psihologică față de romi. Relele tratamente au loc, de obicei, în timpul reținerii și au drept scop obținerea mărturiilor și declarațiilor. De asemenea, au fost înregistrate cazuri când autoritățile statului refuzau să investigheze sau să sancționeze cazuri de abuzuri fizice comise de persoane particulare împotriva romilor. Nivelul de alfabetizare a romilor este sub media națională, iar unele comunități nu dispun de apă curentă, instalații sanitare și de încălzire. Alte probleme cu care se confruntă romii includ lipsa de servicii de asistență medicală de urgență în așezările izolate, un tratament inechitabil sau arbitrar din partea personalului sanitar, un decalaj între romi și ne-romi la tarifele asigurărilor de sănătate, precum și discriminarea acestora pe piața muncii.
Într-un sondaj elaborat de Institutul de Politici Publice, 63,7% dintre respondenți ar accepta ca romii să locuiască în Republica Moldova, în timp ce doar 25,1% i-ar accepta ca membri ai familiilor lor. Același sondaj relevă faptul că 23,4% consideră că copiii romi ar trebui să învețe în clase speciale/separate în școli, 22,4% că romii ar trebui să fie forțați să trăiască separat de restul societății pentru că nu se pot integra și 21,3% că ar trebui să existe localuri (baruri, restaurante, discoteci) și magazine în care accesul romilor să fie interzis.

### Persoane cu dizabilități
Legea interzice discriminarea persoanelor cu dizabilități fizice, senzoriale, intelectuale și mentale în ocuparea forței de muncă, educație, accesul la facilitățile publice, de îngrijire a sănătății sau furnizarea altor servicii guvernamentale, dar autoritățile aplică rareori legea.
Un raport comun lansat în 2015 de către Mental Disability Advocacy Center în parteneriat cu Parteneriatul ONU privind drepturile persoanelor cu dizabilități a constatat că, în ciuda unor progrese în promovarea drepturilor persoanelor cu handicap din țară prin servicii incluse și comunitare extinse, au rămas multe neajunsuri. Raportul a remarcat faptul că mai mult de 1.700 de copii cu dizabilități mintale sau intelectuale au rămas în instituțiile de învățământ segregate, în timp ce autoritățile au privat între 3.000 și 4.000 de persoane de capacitatea lor juridică și le-au pus sub controlul complet al tutorilor (persoanele nu pot să se căsătorească, să divorțeze, să semneze un contract de muncă sau să refuze tratament medicamentos etc.). Observatorii au notat, de asemenea, violență și abuz, inclusiv cazuri de viol și avort forțat, în instituții segregate pentru persoanele cu dizabilități mintale. Deși legea prevede drepturi de vot egale pentru toate persoanele cu dizabilități, inclusiv dizabilități mintale, legea nu permite persoanelor cu dizabilități mintale fără capacitate juridică să voteze.

### LGBT
În Republica Moldova, homosexualitatea a fost dezincriminată în 1995. Cuplurile de același sex nu sunt recunoscute în Republica Moldova. Articolul 48 din Constituție definește familia drept „căsătoria liber consimțită între bărbat și femeie”, interzicând practic căsătoria între persoane de același sex. Mai mult, căsătoriile gay sunt interzise explicit de articolul 15 din Codul familiei. Legea antidiscriminare adoptată de Parlament în 2012 interzice discriminarea pe bază de orientare sexuală la angajare. Totuși, numărul atacurilor îndreptate împotriva persoanelor LGBT este în continuă creștere, în timp ce numărul dosarelor intentate pentru infracțiuni motivate de ură este foarte mic, lucru explicat parțial prin neîncrederea victimelor în organele legii.
Societatea moldovenească rămâne încă foarte homofobă. Potrivit studiului „Biserică și stat în Republica Moldova” prezentat de Fundația Soros – Moldova în 2016, 84% dintre moldoveni nu ar accepta ca homosexualii să locuiască în Republica Moldova, 89% nu ar accepta ca aceștia să locuiască în aceeași localitate, 94% nu ar accepta să îi aibă ca vecini, 95% nu ar accepta să le fie prieteni și 97% nu ar accepta să facă parte din familie.
Vizibilitatea persoanelor transgen este minimă în Republica Moldova. Până în 2012 legislația privind recunoașterea juridică a identității de gen era practic inexistentă. Pe 24 mai 2012, Curtea de Apel Chișinău a adoptat o hotărâre prin care permite persoanelor transgen să își schimbe certificatul de naștere în conformitate cu sexul dorit. Schimbarea este posibilă pe baza diagnosticului de „transsexualism (nuclear)”, emis după o examinare psihiatrică profundă și detaliată fără necesitatea intervențiilor chirurgicale.
În Transnistria raporturile consensuale de același sex sunt ilegale, iar persoanele din comunitatea LGBT sunt supuse atât discriminării oficiale, cât și discriminării sociale.

## Evaluări
| Freedom House                                   | Freedom House        | Freedom House        | Freedom House        | Economist Intelligence Unit                                                                      | Economist Intelligence Unit | Transparency International   |
| Freedom in the World                            | Freedom in the World | Freedom in the World | Freedom in the World | Democracy Index                                                                                  | Democracy Index             | Corruption Perceptions Index |
| Starea libertății Liber, Parțial liber, Neliber | Drepturi politice    | Libertăți civile     | Scor agregat         | Evaluarea democrației Democrație completă, Democrație defectuoasă, Regim hibrid, Regim autoritar | Scor                        | Percepția asupra corupției   |
| ----------------------------------------------- | -------------------- | -------------------- | -------------------- | ------------------------------------------------------------------------------------------------ | --------------------------- | ---------------------------- |
| Parțial liber                                   | 3/7                  | 3/7                  | 61/100               | Regim hibrid                                                                                     | 5,94                        | 31                           |